# Babasaheb Bhosale
Babasaheb Anantrao Bhosale (* 15. Januar 1921 in Satara, Bombay; † 6. Oktober 2007 in Mumbai, Maharashtra) war ein indischer Politiker. Vom 21. Januar 1982 bis zum 1. Februar 1983 war er Chief Minister von Maharashtra.

## Leben und Karriere
Bhosale wurde in Satara im Westen Maharashtras (damals noch Bombay Presidency) geboren. Als Student war er seit 1939 in der indischen Freiheitsbewegung aktiv, von 1941 bis 1942 war er anderthalb Jahre inhaftiert. Bhosale studierte Recht und praktizierte nach seinen Examen im Jahre 1951 zehn Jahre lang als Barrister in seinem Heimatort.
1980 wurde er erstmals ins Parlament von Maharashtra gewählt. Am 21. Januar 1982 bestimmte ihn Indira Gandhi in einem Überraschungscoup zum Nachfolger von Abdul Rehman Antulay im Amt des Chief Ministers von Maharashtra. Zu seinem Ministerkabinett gehörten auch die spätere Staatspräsidentin Pratibha Patil und der Chief Minister Maharashtras und Unionsminister Vilasrao Deshmukh. Bhosales Amtszeit war durch seine bürgernahen Aktivitäten gekennzeichnet; er führte in Maharashtra die kostenlose Schulausbildung für Mädchen bis zur zehnten Klasse ein, richtete Pensionen für Freiheitskämpfer ein. Zur Beendung eines Polizistenstreiks im Bundesstaat löste er gegen den Widerstand seiner Parteigenossen die Polizeigewerkschaft auf; im Vithoba-Tempel in Pandharpur schaffte er das Priestersystem ab, das Quelle von Schikanen gegenüber vielen Gläubigen war. Seine Amtszeit wird von seinen politischen Gegner als „komisches Zwischenspiel“ bezeichnet, da Bhosale bei Anhängern wie Gegnern für seine witzigen Einzeiler bekannt war. Seine Amtszeit endete bereits nach wenig mehr als einem Jahr am 1. Februar 1983, sein Nachfolger wurde Vasantdada Patil.
Babasaheb Bhosale starb am 6. Oktober 2007 mit 86 Jahren nach kurzer Krankheit in einem Mumbaier Krankenhaus. Er wurde mit einem Staatszeremoniell eingeäschert.